# Horní Bojanovice
Horní Bojanovice (in tedesco Ober Bojanowitz) è un comune della Repubblica Ceca facente parte del distretto di Břeclav, in Moravia Meridionale.